# لوك دونالد

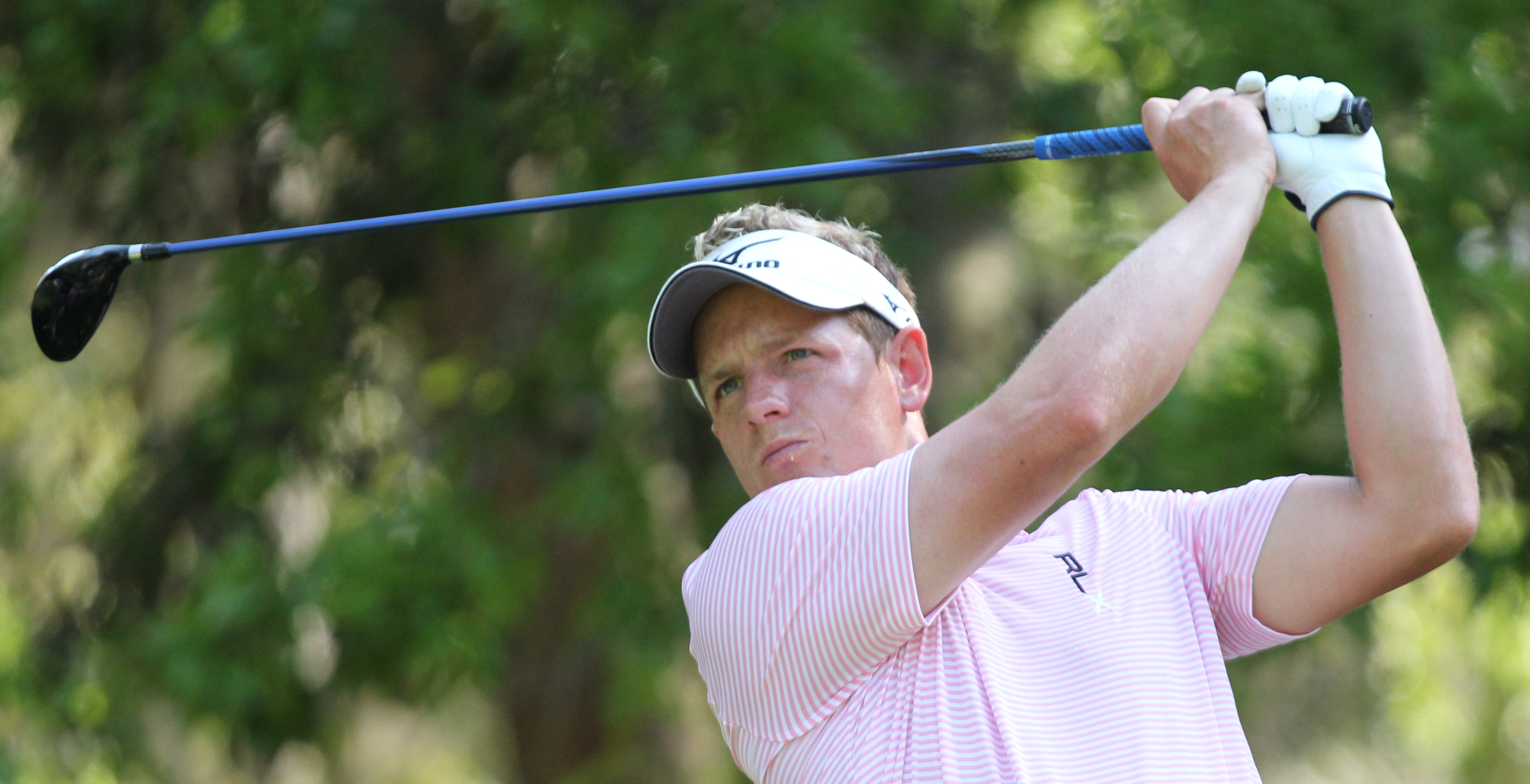
لوك دونالد في 2011

لوك دونالد (بالإنجليزية: Luke Donald) لاعب غولف إنجليزي ولد في 7 ديسمبر 1977 احتل الرقم 1 في الترتيب العالمي في مايو 2011، أصبح دونالد لاعب الجولف رقم واحد في التصنيف العالمي الرسمي للجولف بعد فوزه في بطولة PGA BMW . ثم احتل المرتبة الأولى لمدة 40 أسبوع في الفترة بين مايو 2011 ومارس 2012 قبل أن يخلع عن موقعه في 4 مارس 2012 من قبل روري ماكلروي. بعد أسبوعين، عاد دونالد رقم واحد الترتيب بفوزه في بطولة انتقالات في 18 مارس 2012 قبل ان يستعيد ماكلروي أعلى مرتبة في 15 نيسان 2012.

## روابط خارجية
- لوك دونالد على موقع رابطة لاعبي الغولف المحترفين (الإنجليزية)
- لوك دونالد على موقع رابطة أوروبا للاعبي الغولف المحترفين (الإنجليزية)
- لوك دونالد على موقع رابطة اليابان للاعبي الغولف المحترفين (الإنجليزية)
- لوك دونالد على موقع التصنيف العالمي الرسمي للغولف (الإنجليزية)